# Оксфорд Брукс (университет)
Корените на Университета Оксфорд Брукс датират от 1865 година, когато е бил известен като Училището по изкуства в Оксфорд. В университета учат 18 000 студенти.
Оксфорд Брукс е първият университет, който през 1970-те години започва да използва модулна система на обучение, която е широко разпространена в университетите в Европа и Америка в наши дни. Оксфорд Брукс е признат като един от британските университети, предлагащи много високо качество на образование в сферите инженерство, съвременни езици, история, изкуства, архитектура, издателска дейност и бизнес. Програмите, които са отличени с най-високо качество, са издателска дейност и история, като университетът се класира на първо място във Великобритания по история.
Архитектурният департамент е сред най-големите в страната и през 2006 г. е обявен за водещото архитектурно училище на страната извън Лондон.
Технологичното училище на Оксфорд Бруукс е прочуто със своите програми Автомобилно и Моторспортно инженерство. Университетският състезателен отбор е поставил два световни рекорда и през последните 5 години се класира на първо място в състезанията между британските университети. Той е и първият британски отбор, включил се в американските финали в Детройт. Училището има много добри връзки с мото-спорта и над 60% от завършващите бакалавърска степен започват работа във Формула 1.
Оксфордският университет и Оксфорд Брукс комбинират най-добрите си крикет играчи в така наречения Оксфорд център за отлични постижения по крикет (Oxford Universities Centre of Cricket Excellence)

## Галерия
- „Хедингтън Хил Хол“, седалище на Факултета по право
- Изглед откъм „Джак Строу лейн“
- Кампус „Джипси лейн“
- Общежития „Чейни“

## Изтъкнати възпитаници
- Шивраж Синг от Йодпур – принц и известен поло играч
- Пол Конийли – поет и актьор
- Джонатан Гомаршал – политик и министър на търговията
- Анди Гомаршал – ръгби играч
- Чарли Лукстън – архитект
- Джеймс Пепър – поет и политик
- Стиви Риджуей – изпълнителен директор на авиокомпания Virgin (Върджин)
- Дейвид Майер – природозащитник
- Др. Хюго Слим – писател
- Стиви Уилямс – носител на Олимпийски златен медал по гребане през 2004 година
- Робърт Ивънс – писател
- Др. Брендън Барет – завеждащ катедра в Университета на обединените нации в Токио
- Алекс Партридж – член на четворката станала световен шампион по гребане през 2005 и 2006
- Джорджина Риланс – актриса
- Гърдиип Самра – музикален продуцент
- Адриан Рейнард – автомобилен състезател и предприемач